# Kregolišče
Kregolišče – wieś w Słowenii, w gminie Sežana. W 2018 roku liczyła 17 mieszkańców.